# 来索吡琼
来索吡琼（INN：lesopitron；开发代号：E-4424）是5-HT1A受体的选择性完全激动剂，其结构与阿扎匹隆相关。2001 年，Esteve将其开发作为抗焦虑药，用于治疗广泛性焦虑症。它进入了II期临床试验，但开发进度已停止，因为此后没有出现关于来索吡琼的新消息。